# Severská rada
Severská rada je mezinárodní organizace založená v roce 1952, jejímž hlavním cílem je prohlubovat spolupráci mezi státy severní Evropy na parlamentní a ministerské úrovni.

## Členové
Členskými státy jsou:
- Dánsko,
- Finsko,
- Island,
- Norsko,
- Švédsko,

a jejich autonomní území:
- Alandy (Finsko),
- Faerské ostrovy (Dánsko),
- Grónsko (Dánsko).

Statut pozorovatele mají Estonsko, Lotyšsko, Litva a Šlesvicko-Holštýnsko.

## Úvod
Začátek 50. let 20. století znamenal kvalitativně novou etapu ve vývoji mezinárodních organizací na evropském kontinentu. Západoevropské státy po prožitých hrůzách druhé světové války a nově s rostoucími obavami z účinků železné opony začaly velmi rychle nalézat společnou řeč, což vyústilo v zakládání organizací, jejichž společnými rysy bylo udržení duchovních pilířů, na nichž evropský kontinent spočíval (Rada Evropy), vytvoření společného evropského trhu (ESUO) či zajištění efektivní obrany před potenciálním agresorem (Západoevropská unie).
Ve stínu těchto univerzálních evropských organizací začala vznikat více či méně institucionalizovaná sdružení států regionálního typu, jejichž význam byl znovuobjeven až po pádu železné opony (CEFTA, Visegrádská skupina apod.). Jednou z prvních regionálních organizací, která o několik let dříve aplikovala do reality právní svobody, na nichž byla později vystavena Evropská společenství, byla Severská rada.
Severská rada patří mezi organizace, které jsou pro svou (nejen) regionální odlišnost běžnému středoevropskému právníkovi takřka neznámé. Přesto však hraje v prostoru severní Evropy významnou roli, která se nezmenšila ani poté, co se někteří z jejích členů zapojili do struktur Evropské unie.

## Prehistorie a předchůdci Severské rady
Myšlenka spolupráce zemí Severu má velmi dlouhou historickou tradici. Pomine-li se epocha středověké Kalmarské unie, v jejímž rámci došlo k přechodnému sjednocení severských států pod dánskou nadvládou, krystalizovala tato idea ve své moderní podobě v rámci akademického hnutí koketujícího s myšlenkou větší propojenosti skandinávských zemí už v první polovině 19. století, tedy záhy po podepsání mírových listin ukončujících tzv. šestou dánsko-švédskou válku o faktickou dominanci nad severní Evropou (Kielský mír ze 14. ledna 1814). Do první světové války dostávala představa severské spolupráce konkrétnější obrysy nejen na půdě univerzit či učených společností, nýbrž i v rámci odborového hnutí, které ji obohacovalo o sociální parametry. Ve dvacátých letech minulého století byla spolupráce mezi severskými státy institucionálně zastřešena vznikem Severské asociace (Nordiska associationen). Mezi přední úkoly této nevládní instituce patřila popularizace myšlenky jednotného Severu. Paralelně s činností Severské asociace se začaly objevovat první výrazné symptomy spolupráce i na oficiální úrovni. Výsledkem byl stav, kdy se ve dvacátých a třicátých letech na dané téma konala řada mezivládních schůzek, ať už oficiálního či neoficiálního charakteru.

## Vznik Severské rady
V roce 1946 se na svém společném setkání vyslovili dánský, norský a švédský ministr spravedlnosti pro návrh vybudovat v budoucnu takový orgán, který by mohl být vybaven určitou legislativní pravomocí s působností pro celou severní Evropu.
Jako pozitivní protipól živé kooperace na úrovni vlád skandinávských států vznikla v roce 1952 Severská rada coby shromáždění parlamentních delegací severských států, jež se na svém prvním zasedání sešla v únoru o rok později. Zakládajícími členy se staly Dánsko, Island, Norsko a Švédsko. Finsko přistoupilo v roce 1956.
Z pohledu mezinárodního práva je zajímavé, že základní dokument, který zpravidla předchází vzniku mezinárodní organizace (typicky viz Charta OSN), vstoupil v případě Severské rady v platnost až o 10 let později v roce 1962. Tímto dokumentem byla tzv. Helsinská smlouva (Helsingforsavtalet), která určovala charakter pracovních procedur a vytyčila pole její působnosti. Pro účely spolupráce ve specifických oblastech bylo podepsáno několik dalších dodatečných dohod, mezi nimiž měla čelné místo Dohoda o severské kulturní spolupráci (Nordiska avtalet om kulturutbyte).
Klíčovým se pro znění Helsinské smlouvy stal rok 1971. V tomto roce vznikl vedle Severské rady další orgán pro podporu skandinávské spolupráce, Severská ministerská rada (Nordiska ministerrådet), někdy též nazývaná Severská rada ministrů. V důsledku toho bylo dosavadní znění smlouvy revidováno a obohaceno o články vztahující se k činnosti nové instituce kooperační povahy, tentokrát však na bázi exekutivy. Severská ministerská rada působí v naprosto shodných oblastech jako Severská rada. V její pravomoci je vydávat závazná rozhodnutí v rámci kooperačních dohod platných a účinných mezi státy. Při její činnosti pomáhá Ministerské radě určitý počet výborů, které jsou odpovědny za jim svěřenou oblast. Sídlem obou Rad je Kodaň.

## Struktura a fungování organizace

### Volení členové
Severská rada je organizace, v níž působí zástupci pěti zemí (Dánska, Finska, Islandu, Norska a Švédska) a tří samosprávných území (Alandských ostrovů, Faerských ostrovů a Grónska). Konkrétní pravidla pro obsazení Rady stanoví čl. 49 Helsinské smlouvy ve znění osmi dodatkových protokolů.
Rada sestává z 87 volených členů, představitelů vlád a zástupců zemských vlád (landsstyren) Faerských ostrovů a Grónska a krajského výboru (landskapstyrelse) Alandských ostrovů.
Do Severské rady volí dánský parlament (Folketing) 16 členů, finský (Eduskunta) 18, islandský (Alþing) 7, norský (Storting) a švédský (Riksdag) po 20 členech a parlamenty Faerských ostrovů (Løgting), Grónska (Landsting) a Alandských ostrovů (Lagting) po 2 členech.
Kromě toho volí každé zákonodárné shromáždění odpovídající počet náhradníků. Volba členů a náhradníků probíhá každoročně a platí do následujících voleb. Kandidátem na zvolení do Severské rady či jeho náhradníkem se může stát pouze poslanec příslušného zákonodárného shromáždění. Vlády, zemské výbory a krajský výbor volí ze svých členů takový počet zástupců, jež uznají za vhodný. Zástupci vlád společně se zástupci zemských výborů a krajského výboru však nemají v Radě žádné hlasovací právo. Při volbách do Rady je kladen důraz na to, aby se dostalo zastoupení různým politickým proudům.
Z hlediska organizačního tvoří Severskou radu tři orgány, které představují, jak je to v obdobných případech ostatně obvyklé, složku reprezentativní a výkonnou, administrativní a poradní.

### Plenární shromáždění a jeho vztah k prezidiu
Pozici reprezentativního orgánu zaujímá v rámci Rady Plenární shromáždění (Plenarförsamlingen), které je tvořeno všemi členy Rady. K řádnému zasedání se schází nejméně jednou ročně, od roku 1996 se tak děje pravidelně v podzimním termínu. Prezídium (viz níže) může na návrh Plenárního shromáždění nebo pokud se vyskytnou zvláštní okolnosti změnit nebo určit jinou dobu a místo pro řádné zasedání. Zvláštní či tematické zasedání se koná tehdy, když tak rozhodne Prezídium nebo to požadují nejméně dvě vlády či 25 zvolených členů.
Za realizaci zasedání odpovídá Prezídium prostřednictvím sekretariátu Severské rady a sekretariátu delegace v zemi, kde se má zasedání uskutečnit. Prezídium také vyhotoví pozvánky na zasedání Shromáždění, které je povinno rozeslat nejpozději jeden měsíc před jeho začátkem. Z pozvánek má vyplynout, jaké záležitosti doporučuje Prezídium Plenárnímu shromáždění k projednání.
Na úvod zasedání vyhotoví Plenární shromáždění seznam svých přítomných členů a náhradníků zastupujících řádně zvolené členy. Náhradník zastupující člena Rady zaujme jeho místo na základě pravidel stanovených národními parlamenty nebo rozhodnutím příslušné národní delegace.
Zasedání Plenárního shromáždění Severské rady řídí prezident či někdo z ostatních členů Prezídia. Řízení diskuse o určité záležitosti se ovšem nemůže ujmout ten, kdo se o ní předtím účastnil rozpravy, jež má vyústit v rozhodnutí.
Vedle již zmíněných otázek prezence se na počátku zasedání přijímá jednací řád (dagordningen). Návrh jednacího řádu předkládá Prezídium. Obsahuje záležitosti, jež se mají během zasedání projednat společně s časovým harmonogramem zasedání. Jednací řád pro jiné než řádné shromáždění může obsahovat i záležitosti, které nebyly uvedeny na pozvánce, pouze pokud o tom na návrh Prezídia rozhodne Shromáždění dvoutřetinovou většinou. Tato většina bude rovněž potřebná tehdy, jestliže se na návrh Prezídia mají změnit některé body v již schváleném jednacím řádu. Společně s jednacím řádem se rozhoduje i o ostatních pravidlech, která jsou významná pro bezproblémový chod zasedání. Vlastní průběh zasedání je konkretizován Pracovním řádem Severské rady v §§ 9-25.
Návrhy předložené v souladu s čl. 55 Helsinské smlouvy se připravují v Prezídiu, výborech nebo kontrolní komisi předtím, než se o nich definitivně rozhodne ve Shromáždění. Dříve než Plenární shromáždění přijme usnesení k určité záležitosti, je třeba ponechat prostor diskusi k danému tématu. Pravidla pro určení pořadí, v jakém mají členové Rady, jež se přihlásili do diskuse, vystupovat, se stanoví Prezídiem. Při neexistenci takových pravidel se diskuse účastní členové v tom pořadí, v němž se přihlásili. Shromáždění může během probíhající debaty z podnětu Prezídia či toho, kdo vede jednání, rozhodnout o tom, že se pro určitou debatu či část zasedání omezí délka příspěvků. Na návrh předsedajícího nebo pěti členů Rady může Plenární shromáždění dvoutřetinovou většinou odhlasovat, že se debata o určité záležitosti zastavuje.
Nezávisle na pořadí řečníků se členu Rady poskytne, nejvýše však dvakrát, možnost repliky, jež se dotýká hlavního projevu k projednávanému tématu. Kromě toho může ten, kdo vede jednání, nezávisle na pořadí řečníků, maximálně dvakrát udělit slovo členu Rady pro jeho repliku, a to po každém ze zásadních projevů, nestanoví-li pravidla pro průběh zasedání něco jiného. Doba pro přednes repliky je ohraničena dvěma minutami, není-li v pravidlech schůze odlišné vymezení.
Plenární shromáždění se může usnést na tom, že se projednávání určité věci odloží na pozdější dobu nebo se vrátí zpět k tomu orgánu, na jehož podnět se věc začala projednávat. K rozhodnutí o odložení (uppskjuten behandling) nebo vrácení věci (återremiss) postačí prostá většina hlasů. Je-li navrhováno přeložit projednávání věci až na následující zasedání Severské rady, musí být dosaženo dvoutřetinové podpory. Předloží-li se návrh na odložení či vrácení projednávané věci během debaty o ní, musí být nejprve přerušeno projednávání, aby se mohla dát členům příležitost se k danému návrhu vyslovit. Poté se přijme rozhodnutí. Je-li jeho výsledkem zamítavé stanovisko, v debatě se pokračuje.
Chce-li zvolený člen Rady před rozhodnutím o určité věci podat návrh, jež není vyhotoven v písemné podobě, neprodleně o tom informuje osobu předsedající jednání. Navrhovatel může dostat slovo okamžitě bez ohledu na pořadí řečníků, aby takový návrh představil, ale i odůvodnil. Navrhovatel sepíše návrh písemně, není-li zřejmé, co měl v úmyslu. Toto písemné vyjádření se co nejrychleji rozešle mezi členy Rady. Byl-li návrh, nemající písemnou podobu, předložen v průběhu debaty, může se jeho věcné projednání přesunout na pozdější dobu zasedání, pokud to při prvním rozhodnutí obdrželo podporu třetiny přítomných členů.
Plenární shromáždění Severské rady je usnášeníschopné, je-li přítomna nejméně polovina zvolených členů. V záležitostech, o nichž mohou hlasovat pouze volení členové Rady, je Shromáždění usnášeníschopné, pokud je přítomna minimálně polovina zvolených členů z jednotlivých zemí.
Shromáždění Severské rady může přijmout doporučení nebo jiné rozhodnutí jednomyslně (med acklamation), jestliže nikdo ze zvolených členů nepožaduje hlasování. Přijímat doporučení nebo jiné rozhodnutí lze pouze v rámci návrhu předloženého podle ustanovení obsaženého v čl. 55 Helsinské smlouvy. Není-li dáno něco jiného, přijímá se doporučení či jiné rozhodnutí prostou většinou přítomných členů. Při rovnosti hlasů rozhoduje los. Na hlasování se nemůže účastnit člen Rady, pokud se projednávaná věc týká buď jeho nebo osoby blízké.
Čl. 51 Helsinské smlouvy svěřuje Shromáždění významné exekutivní kompetence, neboť právě tento orgán vykonává pravomoci Rady, pokud smlouva nestanoví jinak. Jednání Plenárního shromáždění jsou veřejná, jestliže se ovšem na tom Shromáždění shodne, může být veřejnost z jednání vyloučena.

### Prezidium
Plenární shromáždění volí na svém pravidelném zasedání na dobu jednoho roku Prezídium (Presidiet) sestávající z prezidenta a příslušného počtu členů, jenž je uveden v Pracovním řádu pro Severskou radu (Arbetsordning för Nordiska rådet). Podle tohoto Řádu může být v Prezídiu nejvýše 12 členů, kteří jsou voleni Radou z jejích delegátů. Prezidentem se stává zástupce země, ve které se uskuteční nejbližší řádné zasedání Rady. Každý stát má v prezídiu svého zástupce.
Administrativní povaha Prezídia je patrna z toho, že tento orgán spravuje běžné záležitosti Rady a může ji zastupovat v tom rozsahu, jaký určí Helsinská smlouva potažmo Pracovní řád Rady. Ten ve své kapitole IV (Presidiet) § 2 nazvaném Úkoly prezídia (Uppgifter) stanoví, že Prezídium je nejvyšším rozhodovacím orgánem Rady po dobu, kdy se tato neschází. V průběhu tohoto období disponuje pravomocemi Rady přijímat rozhodnutí.
Jednání Prezídia vede prezident. V případě, že se tak z rozličných důvodů nemůže stát, zvolí si členové Prezídia ze svého středu osobu, která dané jednání povede. Prezídium projednává rozhodující politické otázky, otázky obecného zaměření a rozvoje činnosti Rady, jakož i pracovní formy zahraničně- a bezpečnostně-politických otázek. Článek 52 Helsinské smlouvy požaduje, aby byly stejně tak jako ve Shromáždění i v Prezídiu reprezentovány různé politické názorové proudy.
Úkolem Prezídia je dále řídit a koordinovat činnost Rady. Kromě toho dbá na to, aby její aktivity byly v souladu s činností v národních parlamentech a v mezinárodních organizacích. Na druhou stranu je povinností Prezídia vykonat úkoly, kterými jej pověřilo Plenární shromáždění.
Vedle už výše zmíněných pravomocí nemůžeme opomenout významné oprávnění Prezídia, tzv. delegační pravomoc. Jedná se v podstatě o situace, kdy Prezídium může podle § 4 nazvaného Delegace kompetencí (Delegering) na dobu určitou zřídit orgán, jemuž ustanoví úkoly, kompetence a rozhodne o jeho složení. Rovněž může zřídit tzv. koordinační skupiny (samordningsgrupper) sestávající ze členů různých výborů (viz níže). Na počátku jejich zřízení Prezídium rozhodne o tom, za jaké úkoly daná koordinační skupina odpovídá a kterému orgánu Rady má podat o své činnosti zprávu. Prezídium může rovněž rozhodnout o přenechání práva činit rozhodnutí ve skupině nebo vymezené oblasti na jiný orgán v Radě, skupinu, člena Prezídia či ředitele Rady.
O své činností je Prezídium povinno každoročně předložit Plenárnímu shromáždění výroční zprávu, jež pojednává o společné činnosti v Radě a směrnicích pro budoucí práci.

### Výbory
Poradní charakter mají tzv. výbory. O jejich počtu rozhoduje Plenární shromáždění. To také vymezí výborům oblasti jejich působení. V Radě existují tři výbory tzv. Severský výbor (Nordenutskott), Výbor pro okolní vztahy a životní prostředí (Närområdesutskott) a Evropský výbor (Europautskott). Pokud Plenární shromáždění nerozhodne jinak, sestává Severský výbor nejvýše z třiceti členů, Výbor pro životní prostředí a Evropský výbor pak maximálně z dvaceti dvou členů.
Jde-li o vnitřní strukturu výboru, skládá se tento z předsedy a dvou místopředsedů, kteří dohromady vytváří předsednictvo výboru. Na práci výboru se může podílet i člen vlády, zástupce zemské vlády (landsstyren) Faerských ostrovů a Grónska či člen krajského výboru (landskapsstyrelse) Alandských ostrovů. Mimo práva podílet se na práci výboru, mají výše zmínění funkcionáři i právo vyjádřit se k projednávaným otázkám.
Náplní práce v obecném slova smyslu je zabývat se činností podle určených plánů a připravovat záležitosti, jež se týkají příslušné oblasti, k projednávání v Radě. Úkolem Severského výboru je připravovat otázky týkající se svobody pohybu, kultury, vzdělání a výzkumu, sociálních jistot, rovnosti v pracovních vztazích, jakož i otázky severské regionální a příhraniční spolupráce včetně věcí souvisejících s občanstvím, jak to ostatně předjímají články 1 44 Helsinské smlouvy ve znění pozdějších protokolů.
Výbor pro okolní vztahy a životní prostředí má v popisu práce rozvíjet a prohlubovat kontakt mezi Severem a jeho okolím, jakož i mezi tímto okolím a Evropskou unií, a zabývat se možnostmi začlenění okolních zemí do Evropské unie. Ze zahraničně politického hlediska je okolím myšlen region pobaltských států tj. Estonska, Lotyšska a Litvy (tzv. Baltikum), v němž po staletí uplatňovaly silný velmocenský vliv zejména Švédsko s Dánskem, v posledních letech se výrazně angažuje i Finsko. Byly to právě vlády těchto skandinávských států, které velmi brzy poté, co pobaltské republiky projevily vůli stát se členy evropských struktur, jim otevřeně deklarovaly svou plnou podporu při naplnění tohoto cíle. Nikoliv nadarmo bývají tito tři členové Severské rady a zároveň Evropské unie považováni za nejlepší advokáty vstupu těchto bývalých postsovětských republik.
Kromě vztahu k okolním zemím se výbor zabývá i problematikou životního prostředí a energie. Na poli ochrany a efektivního využití životního prostředí odvádí Severská rada prostřednictvím tohoto výboru obrovský kus práce, což se projevuje úctyhodnou mírou doporučení i závazných opatření, jež byly za poslední období přijaty. Byť se jedná z hlediska teorie mezinárodního práva o právní akty povahy tzv. soft law, nutno dodat, že drtivá většina z nich je v praxi buď obecně respektována nebo výrazně ovlivnila národní zákonodárství jednotlivých států.
Posledním z trojice výborů v Radě v našem výčtu je Evropský výbor. Jeho úkolem je sledovat dění a připravovat věci patřící do okruhu spolupráce s Evropskou unií nebo Evropským společenstvím volného obchodu, jež se týkají severských zájmů. Mimoto výbor připravuje podklady týkající se možností implementace a využití právních aktů Evropských společenství či ESVO. Činností výboru je také zabývat se otázkami evropské regionální a ekonomické politiky, hospodářské politiky, politiky zaměstnanosti, jakož i strategií v infrastruktuře a oblasti informačních technologií.
Jak již bylo zmíněno výše, vedoucí složkou každého výboru je předsednictvo. Jednání příslušného výboru řídí vždy jeho předseda. V situacích, kdy předseda nemůže tuto kompetenci vykonávat, nahradí jej ten z místopředsedů, který je poslancem Severské rady delší funkční období. Není-li přítomen žádný z členů předsednictva, povede jednání výboru ten z jeho členů, který je podobně jako v předchozím případě nejdéle poslancem v Radě, a to až do doby, kdy výbor zvolí ze svého středu člena, jehož pověří ad hoc vedením jednání.

### Kontrolní komise
Zvláštní místo mezi orgány Severské rady zaujímá kontrolní komise (Kontrollkommittén), které je v Pracovním řádu věnována samostatná kapitola. Je složena z předsedy, místopředsedy a tří členů. Každý stát v ní má svého zástupce. Pro absolutní zajištění nezávislosti členů kontrolní komise jsou Pracovním řádem Severské rady stanoveny určité právní pojistky v podobě tzv. funkční inkompatibility. Je vyloučeno, aby se členem kontrolní komise stal člen Prezídia a naopak. Zákaz kumulace funkcí je natolik striktní, že Pracovní řád vylučuje, aby se i pouhý náhradník do kontrolní komise stal po dobu svého mandátu členem Prezídia nebo byl současně náhradníkem i do tohoto orgánu.
Kontrolní komise vykonává parlamentní kontrolu nad činností financovanou ze společných prostředků a odpovídá za kontrolu nad takovou severskou spoluprací, o níž rozhodne Plenární shromáždění. Komise hraje určitou roli i v oblasti severského smluvního práva, neboť vydává stanoviska k překladům Helsinské smlouvy, jiných dohod o severské spolupráci, Pracovního řádu Severské rady či ostatních interních předpisech této organizace.

### Severská ministerská rada
Postavení ministerské rady upravuje rovněž Helsinská smlouva článkem o ministerské radě. Ministerskou radu lze obrazně vidět jako dvojče Severské rady v oblasti mezivládní spolupráce. Úzká sounáležitost obou organizací je patrna nejen z identického počtu členů, takřka shodných oblastí spolupráce, ale i díky stejnému sídlu, jímž je dánské hlavní město.
V Severské ministerské radě spolupracují vlády severských států včetně představitelů zemských výborů Faerských ostrovů a Grónska společně se zástupci krajského výboru Alandských ostrovů.
Hlavní poslání Severské ministerské rady je podle jejího Pracovního řádu z roku 1993 ve znění pozdějších doplňků spatřováno zejména ve 4 následujících oblastech:
- naplňovat úkoly, jež jsou Ministerské radě uloženy Helsinskou smlouvou,
- naplňovat úkoly vyplývající z jiných dohod mezi severskými zeměmi,
- zabývat se otázkami významnými pro severskou spolupráci a
- prohlubovat severskou spolupráci zejména v těch oblastech, jež vyjmenovává Helsinská smlouva.

Ministerská rada tedy vydává rozhodnutí v rozsahu, který stanoví Helsinská smlouva či jiné dohody mezi severskými státy a tato jsou pro jednotlivé státy závazná. Rozhodnutí o otázce, která podle ústavy některého státu vyžaduje schválení parlamentním orgánem, však nezavazuje tento stát do doby, než jej schválí parlamentní orgán. Pokud se takové schválení vyžaduje, musí být o tom Ministerská rada informována dříve, než vydá rozhodnutí. Dokud parlamentní orgán určitého státu rozhodnutí neschválí, nejsou jím vázány ani ostatní severské státy.
Rozhodnutí učiněná v souladu s touto dohodou jsou závazná také pro Faerské ostrovy, Grónsko a Alandské ostrovy v tom ohledu, že se připojí k rozhodnutí ve shodě se svou samosprávní legislativou.
Ministerská rada také podle čl. 60 odst. 3 Helsinské smlouvy odpovídá za spolupráci mezi vládami severských států a mezi vládami a Severskou radou. Důležité místo v rámci tohoto typu odpovědnosti zaujímají předsedové vlád, kteří jsou odpovědní za mezivládní koordinaci v severských otázkách spolupráce. Splnění této odpovědnosti však v každém státě zajišťuje zpravidla pověřený člen vlády pro otázky spolupráce (samarbetsminister), státní tajemník nebo vyšší státní úředník (ämbetsman).
Předsednictví se střídá mezi vládami severských států podle podrobnější úpravy stanovené Pracovním řádem Ministerské rady. Předsedající stát je povinen koordinovat severskou spolupráci a uskutečňovat důležité a nutné iniciativy. Předsedající stát také řídí práci v Ministerské radě, na ministerských setkáních a při vládních poradách o evropských a jiných mezinárodních otázkách na všech úrovních.
Severské ministerské radě je při její činnosti nápomocen Severský výbor pro spolupráci (Nordiska samarbetskommittén NMK), jež může přijímat úkoly i přímo od premiérů členských států. Výbor pro spolupráci se zabývá např. vyhotovováním směrnic pro činnost sekretariátu Ministerské rady, vypracovává podklady pro jednání na úrovni ministrů, přijímá rozhodnutí v otázkách, k jejichž přijetí je třeba jednomyslnosti a k jejichž projednávání není výlučně příslušná Ministerská rada, schvaluje Pracovní řád sekretariátu či organizuje informační činnost o práci Ministerské rady. Kromě tohoto výboru pomáhají Ministerské radě i různé odborné výbory, které jsou ustanoveny pro rozmanité úkoly.
Administrativní činnost Ministerské rady vykonává její generální tajemník (Generalsekreteraren). O obsazení tohoto monokratického orgánu rozhodují volbou jednotlivý ministři pro severskou spolupráci. Funkční období generálního tajemníka je čtyřleté. Při plnění úkolů pomáhají generálnímu tajemníkovi úředníci sekretariátu, jakož i odborníci na tu či onu oblast. Významným oprávněním generálního tajemníka je účast na zasedání Severské ministerské rady.
Jde-li o vlastní jednání Ministerské rady, jsou jeho určité aspekty upraveny v čl. 62 Helsinské smlouvy. Ministerská rada se může scházet buď na úrovni předsedů vlád (top-möte) či na úrovni jednotlivých resortních ministrů. Výjimku tvoří ministři zahraničních věcí a obrany, jejichž činnost pod oblast severské spolupráce nespadá. Nic ovšem nebrání tomu, aby se ministři zahraničních věcí či obrany skandinávských států sešli mimo půdu Ministerské rady.
Jak je u právní úpravy postavení mnoha významných organizací tradiční, není ani u Severské ministerské Rady opomenuta zásada svrchované rovnosti států prostřednictvím ustanovení, kdy každá země má v Ministerské radě jeden hlas. Rozhodnutí Ministerské rady jsou jednomyslná. V procedurálních otázkách se rozhoduje prostou většinou hlasů, v případě jejich rovnosti rozhoduje hlas předsedy. Zdržení se hlasování podobně jako např. v Radě bezpečnosti OSN nebrání přijetí rozhodnutí.
Ministerská rada je schopna usnášení se pouze tehdy, jsou-li v ní přítomny všechny státy, čímž je beze zbytku naplněn postulát proklamované jednoty Severu. V otázkách, jež se výlučně dotýkají určitých států, je třeba, aby byly tyto zastoupeny.
Z hlediska našeho tématu se ovšem jeví jako nejvýznamnější vztah Severské ministerské rady k Severské radě. Právě na tomto poli plní Ministerská rada celou řadu úkolů. Např. má povinnost předložit Severské radě jednou ročně zprávu týkající se severské spolupráce a popis plánů pro budoucí rozvoj této spolupráce, premiér předsedajícího státu informuje Severskou radu o hlavních rysech spolupráce a o mezivládní spolupráci týkající se evropských a jiných mezinárodních otázek apod.
Významné propojení obou organizací lze spatřovat i v otázkách finančních, kdy Severská ministerská rada předkládá návrh svého rozpočtu k Severské radě k vyjádření. Pokud nejsou uvedeny zvláštní důvody, je Ministerská rada povinna respektovat doporučení Severské rady, jestliže se týkají struktury rozpočtu v daném finančním rámci.
Dále je Ministerská rada před každým pravidelným zasedáním s Plenárním shromážděním Severské rady povinna poskytnout Severské radě zprávu o opatřeních, jež se podnikla v souvislosti s jejími doporučeními a jinými žádostmi.
Pokud je doporučení nebo žádost Severské rady směrována vůči jedné či více vládám, může se takové sdělení zanechat u té či těch vlád, ke kterým doporučení nebo žádost směřuje.
Shrneme-li vše to, co bylo o Severské radě potažmo Severské ministerské radě výše uvedeno, dospějeme k názoru, že se jedná o typickou organizaci kooperačního typu s určitými integračními projevy, jejíž činnost a fungování by si z hlediska české právní teorie zasluhovala detailnějšího zkoumání.
Z politologického hlediska lze konstatovat, že Severská rada je prototypem instituce, jejíž zřízení si vynutilo multinárodní hnutí, upřímně vyznávající sounáležitost a svornost oblasti severu založené na principech plurality názorů a občanské společnosti. Prakticky se činnost Rady projevuje tak, že její rozhodnutí reálně ovlivňují život každého seveřana, v jehož očích se daná instituce těší značnému respektu bez ohledu na státní příslušnost. Právě aspekt existence Severské rady dává obyvatelům jejich zemí jistotu, že ani po vstupu Dánska, Finska a Švédska do Evropské unie neochabne její autorita a vážnost, jichž na severu požívá.